# Андреас (мыс)
Андре́ас (греч. Ακρωτήριο Αποστόλου Ανδρέα; тур. Zafer Burnu) — мыс, крайняя северо-восточная точка острова Кипра. Расположен на окраине полуострова Карпаса. Назван в честь Андрея Первозванного.
В античности назывался Οὐρὰ βοὸς ἢ Κλεῖδες ἄκρα. На картах и в книгах XVII—XIX века указывался как Дейнарет (Δεινάρετον ή Δυνάρετον, лат. Dinaretum).
С 1974 года находится на территории непризнанной международным сообществом Турецкой Республики Северного Кипра, где входит в район Искеле, хотя согласно административному делению Республики Кипр относится к району Фамагуста.
Близ мыса находится православный монастырь Апостола Андрея, охраняемый ЮНЕСКО и являющийся музеем с момента оккупации северной части острова.